# Gatomon
Gatomon (テイルモン?, Tailmon) è un Digimon di livello campione del media franchise giapponese Digimon, che comprende anime, manga, giocattoli, videogiochi, carte e altri media.
"Gatomon" è il nome che condividono tutti i membri di questa particolare specie Digimon. Ci sono numerosi Gatomon diversi che appaiono in varie serie di cartoni animati e di fumetti dei Digimon.
L'apparizione più conosciuta di Gatomon è quella nell'anime Digimon Adventure come Digimon partner di Kari Kamiya.
Il Gatomon di Digimon Adventure appare anche nella serie sequel Digimon Adventure 02 e in tutti i film relativi ad Adventure e Adventure 02. Compare inoltre in Digimon Adventure tri..
È un Digimon mammifero, somigliante a un gatto egizio.
Gatomon è doppiata in giapponese da Yuka Tokumitsu e da Mie Sonozaki in Digimon Adventure: e in italiano da Laura Romano.

## Aspetto e caratteristiche
Il nome "Gatomon" deriva parzialmente dalla parola spagnola, portoghese o greca "gato", ovvero "gatto", e dal suffisso "-mon" (abbreviazione di "monster") che tutti i Digimon hanno alla fine del loro nome. "Gatomon" significa quindi "mostro simile a un gatto".
Il tenero aspetto di Gatomon funge da copertura per le sue ottime qualità come combattente. È molto simile a un gatto egizio bianco, con occhi azzurri e una coda bianca e blu che raggiunge due volte la lunghezza del Digimon; anche le estremità delle orecchie sono di colore blu. Inoltre, porta un anello sacro all'estremità della coda e indossa enormi guanti, simili a zampe gialle con strisce rosse e artigli neri. Questi guanti servono a proteggerla e sono stati fatti copiando i dati di SaberLeomon.
L'anello sacro di Gatomon è molto potente, tanto da raddoppiarne la normale forza. Quando infatti il Digimon lo perde in Adventure 02, afferma che il suo potere è dimezzato. Inoltre, in alcuni giochi di carte come Digimon Digital Card Battle, Gatomon senza anello sacro è trattata come un Digimon di livello intermedio e non di livello campione come in effetti è. Tra tutti i Digimon partner di Adventure e Adventure 02, infatti, Gatomon è l'unico tra i Digimon a rimanere più spesso nella sua forma al livello campione che in quella di livello intermedio. Le sue dimensioni e le sue fattezze, comunque, la rendono molto simile a un Digimon di livello intermedio.
Gatomon è stata uno dei primi Digimon di tipo mammifero a essere creati. Quando parla, nonostante il suo carattere altezzoso e saccente, rispecchia tutta la sua maturità di Digimon di livello campione rispetto agli altri di tipo intermedio. Se i normali Digimon di tipo intermedio possono essere paragonati a bambini, infatti, Gatomon può essere paragonata a un'adolescente.

## Apparizioni
Gatomon è uno dei personaggi principali di Adventure e Adventure 02, così come dei film Digimon Adventure, Our War Game!, Digimon Hurricane Touchdown!!/Supreme Evolution!! The Golden Digimentals e Diaboromon Strikes Back!.
Gatomon appare per la prima volta in Adventure, nei panni di un Digimon maligno agli ordini di Myotismon. Quando ancora sotto forma di Digiuovo, YukimiBotamon era stata separata dagli altri sette Digimon prescelti. Il Digimon successivamente digievolve prima in Nyaromon, poi in Salamon quando Myotismon la prende sotto la sua ala e la sottopone a innumerevoli frustate ogni volta che Salamon lo guardava male. Infatti, Myotismon ripete in continuazione di odiare gli occhi di Gatomon. Salamon digievolve naturalmente in Gatomon e diventa uno dei generali dell'esercito di Digimon di Myotismon. Durante questo periodo, il Digimon trova un rivale in uno degli altri tirapiedi di Myotismon, DemiDevimon, poiché i due competono per guadagnare il favore del proprio maestro. L'unico amico di Gatomon è Wizardmon, un Digimon che Gatomon una volta aveva aiutato e che aveva giurato di restituirle il favore.
Gatomon accompagna Myotismon e il suo esercito nell'assalto compiuto nel mondo reale alla ricerca dell'ottavo bambino prescelto, il predestinato ottavo membro dei Digiprescelti, che Myotismon era determinato a distruggere prima che prendesse coscienza del suo importante ruolo. Grazie a Wizardmon, Gatomon si rende conto che lei stessa è il Digimon partner dell'ottavo bambino, Kari Kamiya. Tuttavia, Myotismon scopre ciò e cattura Gatomon per usarla e identificare così Kari. Quando Gatomon si rifiuta, Kari si rivela di proposito per terminare il massacro in atto, nonostante le proteste di Gatomon e degli altri Digiprescelti.
I Digiprescelti e i loro Digimon, insieme a Wizardmon, combattono Myotismon e salvano Kari. Durante la battaglia, però, Wizardmon si sacrifica per salvare Kari e Gatomon. Quest'ultima è devastata dalla morte del suo amico e, grazie alle lacrime di Kari, superdigievolve Angewomon per combattere Myotismon. Assorbendo il potere degli altri Digimon prescelti in una delle sue Frecce Sacre, Angewomon riesce apparentemente a distruggere Myotismon. Tuttavia, l'entità di Myotismon non svanisce con il suo corpo e si riforma nelle sembianze di VenomMyotismon. Dopo aver conseguito la vittoria nella battaglia, Gatomon accompagna Kari e il gruppo dei sette Digiprescelti originali nuovamente a Digiworld per combattere contro i Padroni delle Tenebre.
Gatomon torna come personaggio principale anche nella seconda stagione di Digimon, Adventure 02. Sono passati tre anni dalle avventure dei Digiprescelti originali, ma ora un essere umano che si fa chiamare Imperatore Digimon sta attuando un piano di conquista di Digiworld, mettendo anche in schiavitù tutti i Digimon. Gatomon riesce a riunirsi a Kari per via dell'emergenza, ma perde il suo anello sacro durante la fuga da un Unimon sotto il controllo dell'Imperatore Digimon. Senza il potere sacro dell'anello, il potere di Gatomon si riduce approssimativamente a quello di un Digimon di livello intermedio.
Nell'ultimo episodio della serie, Gennai restituisce l'anello sacro scomparso a Gatomon. Apparentemente era stato trovato dalle forze del bene. Gennai spiega che l'anello era servito come mezzo per contenere l'energia oscura della fortezza dell'Imperatore Digimon e che il suo potere aveva permesso che la DNA Digievoluzione avvenisse.
In Digimon Adventure tri. Gatomon e gli altri Digimon e Digiprescelti della prima generazione sono chiamati a difendere il mondo reale dagli attacchi dei Digimon infetti.

## Altre forme
Il nome "Gatomon" si riferisce solo alla forma di livello campione di questo Digimon. Durante la serie, Gatomon riesce a digievolvere in un certo numero di forme più potenti, ognuna con nome e attacchi speciali diversi. Tuttavia, il livello campione è la sua forma di preferenza, nonché quella in cui passa la maggior parte del tempo, a causa della più alta quantità di energia richiesta per rimanere a un livello più alto.
Gatomon raggiunge anche una seconda Armordigievoluzione, Butterflymon, che avviene grazie al potere del Digiuovo della Conoscenza di Cody, ma appare solo in uno dei Drama-CD dedicati ad Adventure 02.
Nel film Digimon Hurricane Touchdown!!/Supreme Evolution!! The Golden Digimentals (non canonico) la Digievoluzione al livello mega di Gatomon è Magnadramon, tuttavia la sua mega digievoluzione principale e più celebre è senza dubbio Ophanimon, Digimon angelico che appare anche in Digimon Frontier. Non è noto se Magnadramon sia la sua unica mega digievoluzione o solo una forma alternativa temporanea. Tuttavia Patamon ha come mega digievoluzione Seraphimon, la sua forma mega primaria, mentre stranamente Gatomon non megadigievolve in Ophanimon.

### YukimiBotamon
YukimiBotamon (ユキミボタモン?)  è la forma al livello primario di Gatomon. Il nome "YukimiBotamon" proviene dalle parole giapponesi "yukimi", che indica la neve, e "botai", letteralmente utero, che sta a indicare il suo stato di Digimon appena nato. "YukimiBotamon", quindi, significa "mostro di neve che viene dall'utero".
YukimiBotamon è un piccolo Digimon rosa di circa 30 centimetri con occhi neri, gote rosse e due piccole protuberanze sulla testa (rassomiglianti a orecchie). È molto simile a Botamon ma, benché identico nella forma, non presenta il pelo caratteristico del suo simile.
Benché non appaia nelle prime due serie di Digimon come forma al livello primario propria di Gatomon, Nyaromon, lo stato al livello primo stadio di Gatomon, digievolve direttamente da YukimiBotamon. Inoltre, YukimiBotamon appare nel manhua cinese di Yuen Wong Yu Digimon Adventure 02 come stadio della catena evolutiva di Gatomon.

### Nyaromon
Nyaromon (ニャロモン?) è la forma al livello primo stadio di Gatomon. Il nome "Nyaromon" deriva dalla parola giapponese "nyaa", un'onomatopea che indica il miagolio dei gatti. "Nyaromon" significa quindi "mostro che miagola".
Nyaromon è un piccolo Digimon giallo, con occhi rossi, due grosse orecchie di forma triangolare sulla testa e una lunga coda gialla e viola. Il suo muso è di forma irregolare, a forma di W.
La prima e unica volta in cui Nyaromon appare in Adventure è durante un flashback in cui Nyaromon, seduta su un albero, sta aspettando qualcuno. Questo qualcuno sarebbe stato Kari, come Gatomon avrebbe poi scoperto.

### Salamon
Salamon (プロットモン?, Plotmon) è la forma al livello intermedio di Gatomon. Secondo un'intervista alla produttrice inglese della serie di Digimon, Terri-Lei O'Malley, Salamon prende il nome del suo gatto domestico. Casualmente, il nome di Salamon è simile alla parola malese "salak", che significa "abbaiare".
Salamon è un piccolo cane marroncino con grosse orecchie cadenti, occhi azzurri e gote rosse. L'anello sacro che Gatomon solitamente porta intorno alla coda è ora presente intorno al collo del Digimon.
Salamon tende ad apparire quando Gatomon è esausta dopo un combattimento e non riesce a mantenere la sua forma di livello campione, come quando scaglia la sua freccia per aiutare Tai e Agumon nel loro combattimento contro VenomMyotismon, permettendo al Digimon di megadigievolvere WarGreymon. Appare per la prima volta in Adventure durante un flashback in cui Gatomon incontra Myotismon. In Adventure 02, Salamon compare ancora quando Silphymon dedigievolve prima di assorbire il potere del Digicuore Iridescente di Azulongmon.
Stranamente, l'aspetto e gli attacchi di Salamon somigliano a quelli di un cane, contrariamente a quelli delle sue altre forme che somigliano a quelli di un gatto.

### Nefertimon
Nefertimon (ネフェルティモン?), "la Luce che Risplende", è la forma che Gatomon assume quando armordigievolve usando il Digiuovo della Luce. Nefertimon assomiglia molto a una versione bianca e alata della Sfinge, ricoperta da un'armatura argentata e con gli immancabili guanti di Gatomon sulle zampe anteriori. Il suo nome deriva dall'antica regina egiziana Nefertiti. Nefertimon è anche l'unica Armordigievoluzione di un Digimon di livello campione, poiché Gatomon, perdendo il suo anello sacro all'inizio della stagione, aveva visto i propri poteri ridotti a quelli di un Digimon di livello intermedio.
Gatomon digievolve per la prima volta Nefertimon quando il gruppo trova le Digiuova della Luce e della Speranza. Gatomon e la sua partner Kari, così come TK e Patamon, finiscono in una caverna dopo una precipitosa fuga dall'attacco di un Tyrannomon. Kari riesce a sollevare il suo Digiuovo e ne evoca il potere, permettendo a Gatomon di armordigievolvere Nefertimon.
Dopo che Ken rinuncia al suo alter ego malvagio, in breve tempo Gatomon riguadagna l'abilità di raggiungere la sua forma naturale al livello evoluto, Angewomon. Angewomon prende quindi il ruolo di forma primaria di combattimento di Gatomon e Nefertimon compare solo qualche altra volta.
Nefertimon fa la sua ultima apparizione nell'ultimo episodio di Adventure 02, "Digiworld, dolce Digiworld", quando la squadra viene trasportata in una dimensione dove, secondo Gennai, "i sogni divengono realtà". In questa dimensione Gatomon riesce a digievolvere contemporaneamente in tutte le forme guadagnate fino a quel momento.

### Angewomon
Angewomon (エンジェウーモン?) è la naturale Digievoluzione di Gatomon al livello evoluto. Come esplicato dal nome (incrocio delle parole inglesi "angel" e "woman"), è la controparte di Angemon, anche se Angewomon lo supera in livello, come testimoniato dalle sue otto ali che, quando ripiegate, assomigliano a un mantello. Angewomon assomiglia a un incrocio tra un angelo e una valchiria a causa del elmetto alato. Ha occhi azzurri, come testimoniato dalla sequenza di Digievoluzione di Gatomon.

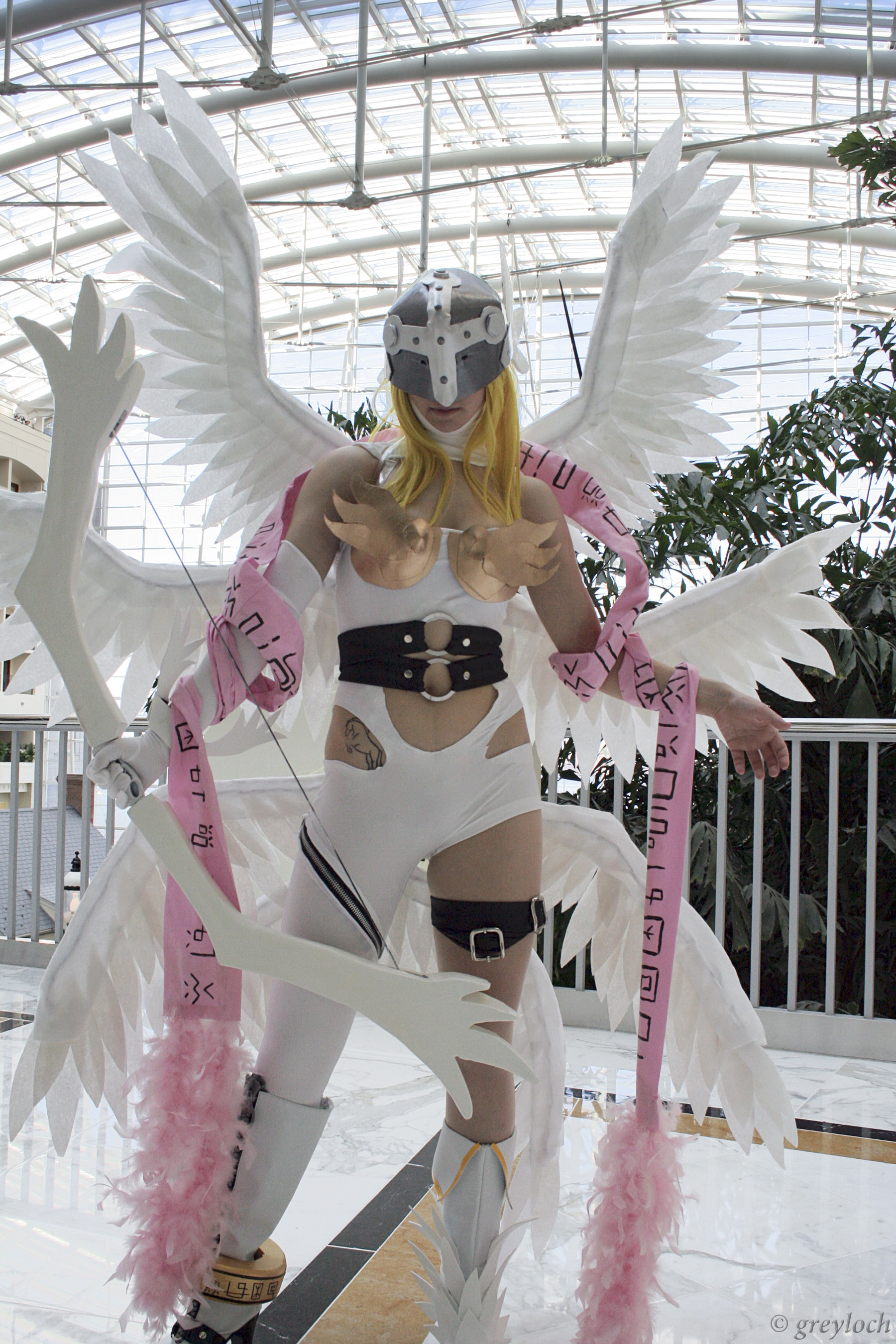
Cosplay di Angewomon

Angewomon appare per la prima volta nell'episodio "Una grande scoperta", durante la battaglia finale contro Myotismon in Adventure. Il sacrificio di Wizardmon e il cordoglio di Kari attivano la Digipietra della Luce, permettendo a Gatomon di superdigievolvere Angewomon. Il Digimon usa quindi il Cerchio del Destino e la Freccia Sacra per sconfiggerlo. Angewomon è un potente alleato anche contro VenomMyotismon, i Padroni delle Tenebre e Apokarimon. Affronta anche la sua rivale LadyDevimon, lotta che presto si trasforma in rissa. Questa battaglia viene combattuta a un livello più personale e femminile e avviene nuovamente anche in Adventure 02 contro un'altra rappresentante della specie. Come Angemon, Angewomon è considerevolmente più potente degli altri Digimon di livello evoluto e ciò viene dimostrato contro Myotismon, quando sono i suoi poteri a portare i Digiprescelti alla vittoria; riesce infatti a paralizzare il Digimon vampiro e a infliggergli il colpo finale.
Dopo che Kari rilascia il potere della Digipietra della Luce per liberare i Digimon Supremi, Gatomon perde il potere di divenire Angewomon; tuttavia, il Digimon riesce ad autodigievolvere Angewomon per salvare Kari e TK nella battaglia contro l'Imperatore Digimon combattuta nel Mare Oscuro (probabilmente grazie all'energia positiva rilasciata quando Pegasusmon abbatte l'Obelisco di Controllo del faro). Tre anni dopo aver liberato i Supremi, in Adventure 02, Gatomon e gli altri Digimon prescelti originali vedono ripristinati i loro poteri da uno dei dodici Digicuori Iridescenti di Azulongmon. Ciò permette a Gatomon di assumere ancora una volta la sua forma al livello evoluto. Angewomon appare in entrambi i film di Adventure 02, megadigievolvendo Magnadramon nel primo film per rilasciare le Digiuova d'Oro insieme a Seraphimon, la forma al livello mega di Angemon, e nel secondo agendo insieme allo stesso Angemon per aiutare Omnimon a sconfiggere Diaboromon.

### Silphymon
Silphymon (シルフィーモン?) è un Digimon di livello evoluto che è la DNAdigievoluzione tra Gatomon e Aquilamon, combinando le caratteristiche e gli attributi di un Digimon volatile con quelle di un Digimon mammifero. Alcune delle sue parti riconoscibili sono le orecchie di Gatomon e le piume delle ali di Aquilamon sulle braccia e sulle gambe. Il nome "Silphymon" viene dalla parola inglese "Sylph", che indica la "Silfide", un genio del vento e dei boschi di sesso femminile della mitologia.
Si forma per la prima volta quando Yolei, Kari e Ken finiscono per rimanere intrappolati nel Mare Oscuro e vengono attaccati da un Blossomon creato da Arakenimon. Kari è troppo spaventata per muoversi, ma Yolei cerca di smuoverla da quello stato dicendole che, finché loro due sono amiche, Kari non ha nulla da temere. In quel momento, i cuori di Yolei e Kari battono all'unisono, permettendo ai rispettivi Digimon partner di unirsi. Il Digimon appena formatosi, Silphymon, riesce a distruggere Blossomon e a riportare tutti a Digiworld. Alla fine Silphymon diviene essenziale per combattere i piani diabolici di Mummymon e BlackWarGreymon. Silphymon sconfigge anche LadyDevimon, la rivale di Angewomon. Da notare che, nonostante il potere di Gatomon sia ridotto a causa della perdita del suo anello sacro, Silphymon è comunque forte quanto un qualsiasi altro Digimon di livello evoluto. Dopo che Silphymon regredisce, Gatomon torna a essere Salamon.

### Magnadramon
Magnadramon (ホーリードラモン?, Holydramon) è la Digievoluzione al livello mega di Gatomon. Si tratta di un Digimon drago serpentino con dieci ali, un muso simile a quello di un leone e due grosse corna. Il nome "Magnadramon" deriva dalla parola latina "magna", ovvero "grande di dimensioni" o "eccezionale", e "dra", abbreviativo per "dragon", "drago". È uno dei Quattro Grandi Draghi.
Magnadramon appare nel film di Adventure 02 Digimon Hurricane Touchdown!!/Supreme Evolution!! The Golden Digimentals e in Digimon Tri dove si scopre essere la mega evoluzione di Gatomon. In questo film Angewomon combatte contro il malvagio Digimon Kerpymon. Durante la battaglia Angewomon e Angemon digievolvono nelle loro forme al livello mega per rilasciare le Digiuova d'Oro. Questa forma non compare mai durante la serie.

### Ophanimon Falldown Mode
Ophanimon Falldown Mode (オファニモン：フォールダウンモード?, Ofanimon: Falldown Mode) è la Digievoluzione corrotta al livello mega di Gatomon.
Ophanimon Falldown Mode appare per la prima volta nel quinto film di Adventure tri. In questo film, Angewomon, durante la battaglia con Raguelmon, Alphamon, Jesmon e Omnimon ritorna nella forma di Nyaromon. Quando Tai viene inghiottito da una voragine insieme a Nishijima, Kari cade in uno stato di choc profondo e viene avvolta da un'aura viola, che trasferirà a Nyaromon causandone la megadigievoluzione corrotta. Subito dopo, Ophanimon Falldown Mode si fonde con Raguelmon.

### Ordinemon
Ordinemon (オルディネモン?, Orudinemon) è un digimon di livello Mega nato dalla DNAdigievoluzione di Ophanimon Falldown Mode con Raguelmon, forma al livello mega di Meicoomon.  Il nome è tratto dalla parola italiana "ordine" e gioca sulla frase "Nuovo Ordine Mondiale".
Compare per la prima volta alla fine del quinto film della serie Adventure tri.. Si tratta di un Digimon potentissimo, la cui formazione causa un blackout globale nel mondo reale.

## Character song
Gatomon dispone di una image song, "Getting Up" ("Alzarsi"), e un'altra con Kari (Kae Araki) chiamata "Shining Star", ovvero "Stella splendente". In Digimon Adventure Tri. ne possiede una seconda, intitolata "Together as one".

## Accoglienza
Sage Ashford di CBR ha classificato Salamon come il terzo migliore Digimon di livello intermedio. Amanda Mullen dello stesso sito ha classificato Gatomon come il nono migliore personaggio redento della serie. Twinfinite ha classificato Gatomon come il quinto miglior Digimon dei Digiprescelti originali. Megan Peters di Comic Book Resources ha considerato Gatomon come il settimo miglior Digimon partner. Angewomon è uno dei personaggi più popolari della serie. Jeremy Gill di ReelRundown ha classificato Ophanimon come la seconda miglior Megadigievoluzione dei Digimon originali. Lo stesso Gill ha considerato Ophanimon come il quinto Digimon dall'aspetto femminile più bello, mentre Angewomon il primo. Secondo WatchMojo, Silphymon è il sesto miglior Digimon nato da una fusione mentre Gatomon è l'ottavo miglior Digimon in generale. Oskar O.K. Strom di Honey's Anime ha considerato Gatomon come il sesto Digimon più carino. Coby Greif di CBR ha considerato Nefertimon come la nona miglior armor digievoluzione.
Chris Cimi di Otaquest trovò il design di Angewomon come uno dei più interessanti, definendolo un angelo sexy che aveva subito una certa sessualizzazione nel passaggio da Digimon Adventure a Digimon Adventure tri., ritenendo che quest'ultima fosse coerente con le influenze nate dai fumetti risalenti agli anni '90. Himeno Kagemaru, uno dei designer della serie, parlò della creazione di Digimon "sexy" e affermò di aver trovato "davvero interessante" il fascino dei mostri digitali, il che ha portato anche a superare una certa intensità nello stile di disegno, senza però ricadere esclusivamente sul sexy.